# Salonwagen der Königin Adelaide

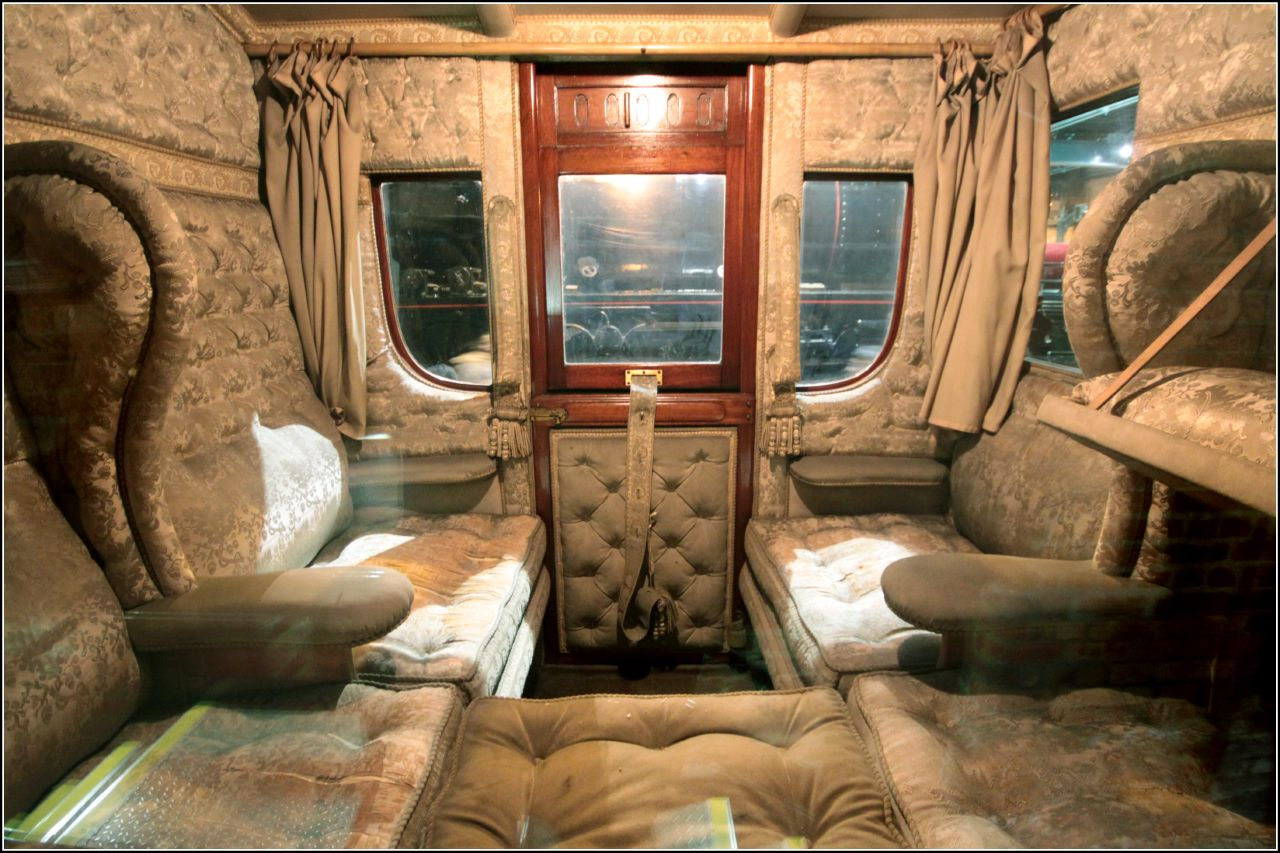
Innenansicht

Der Salonwagen der Königin Adelaide ist der älteste erhaltene Salonwagen der Welt. Er steht heute im National Railway Museum in York.

## Geschichte
Adelheid (anglisiert: Adelaide) Louise Theresa Caroline Amelia von Sachsen-Meiningen (1792–1849) war die Ehefrau von Wilhelm IV. (1765–1837), von 1830 bis 1837 König von Großbritannien und Irland sowie Hannover. Unter der Regierung ihres Mannes nahm das neue Verkehrsmittel der Eisenbahn einen rasanten Aufschwung. Großbritannien war auf diesem Sektor weltweit führend.
Der Wagen wurde 1842 für die London and Birmingham Railway gebaut, dem gleichen Jahr, in dem auch Königin Victoria sich am 13. Juni 1842 erstmals der Eisenbahn anvertraute. Das Fahrwerk und der Rahmen des Wagens wurden in den Werkstätten der Eisenbahngesellschaft in Euston gefertigt, der Wagenkasten aber durch eine Werkstatt, die bisher Kutschen hergestellt hatte. Das Fahrzeug wurde von der Eisenbahngesellschaft mit „No. 2“ bezeichnet. Königin-Witwe Adelaide nutzte den Wagen wohl bis zu ihrem Tod 1849. Das Fahrzeug soll als Modell für andere königliche Salonwagen in Europa gedient haben.

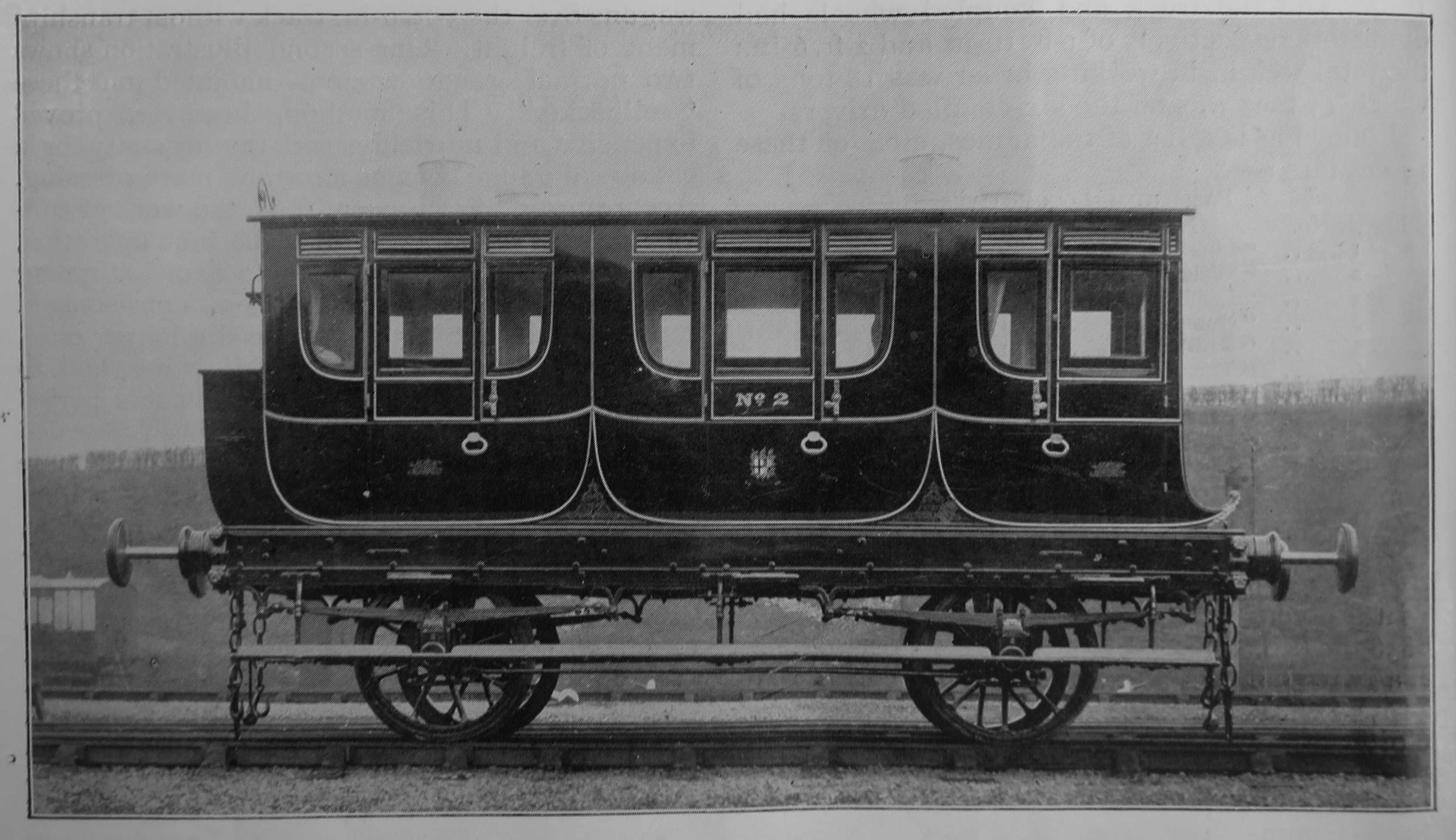
Foto zu einem Bericht über die Weltausstellung in St. Louis, 1904

Recht früh wurde der Wagen als historisches Zeugnis der Eisenbahnentwicklung verstanden und museal erhalten. Ausgestellt wurde er erstmals 1904 in der Weltausstellung in St. Louis. König Georg V. und Königin Mary besichtigten den Wagen während ihres Besuchs der Zentralwerkstätte der London and North Western Railway am 21. April 1913 in Crewe. Damals war er dort abgestellt. Das Fahrzeug wird heute im National Railway Museum in York zusammen mit weiteren Salonwagen der britischen Königsfamilie präsentiert.

## Beschreibung
Der zweiachsige Wagen ist ein typisches Fahrzeug aus der Frühzeit der Eisenbahn und einem damaligen Personenwagen der 1. Klasse sehr ähnlich. Der Aufbau besteht aus zweieinhalb Kutsch-Kästen, die aneinander montiert sind. So entstand ein Abteilwagen mit zwei Vollabteilen und einem Halbabteil. Die Vollabteile haben je drei einander gegenüber angeordnete Sitze, das Halbabteil entsprechend nur eine Reihe davon. An dem äußeren Vollabteil befand sich ein für Postkutschen typischer „Postkasten“, ein Stauraum, um Postsäcke unterzubringen. Im Gegensatz zu einer Postkutsche war der Kasten aber gegenüber dem Abteil offen. Bei Tag-Stellung der Sitze war die Öffnung durch die Rückenlehne der einen Sitzbank verdeckt. Zur Nacht-Stellung wurde zwischen die gegenüberliegenden Sitze ein Polster eingefügt und die Rückenlehne weggeklappt. Durch den zusätzlichen Raum im „Postkasten“ erhielten die Füße ausreichend Platz, damit Königin Adelaide in ausgestreckter Position schlafen konnte. Beleuchtet wurde das Fahrzeug mit zwei Öllampen. Das Schlafabteil hatte eine, das andere Vollabteil und das Halbabteil teilten sich eine.